# Weixin
Weixin léase Uéi-Sin (en chino:威信县, pinyin:Wēixìn xiàn) es un condado bajo la administración directa de la ciudad-prefectura de Zhaotong. Se ubica al noreste de la provincia de Yunnan, sur de la República Popular China. Su área es de 1416 km² y su población total para 2010 fue +300 mil habitantes.

## Administración
El condado Weixin se divide en 10 pueblos que se administran en 7 poblados, 2 villas y 1 villa étnica. 